# Balloon Kid
Balloon Kid är ett plattformsspel utvecklat av Pax Softnica och utgivet av Nintendo till Game Boy i Nordamerika den 5 oktober 1990 och den 31 januari 1991 i Europa. Spelet är uppföljare till Balloon Fight. Spelet släpptes inte i Japan till den ursprungliga Game Boy-maskinen; men två år senare släpptes där en licenserad Famicomversion vid namn Hello Kitty World (ハロー キティ ワールド?), omprogrammerad av Sanrios dotterbolag Character Soft och utgivet i Japan den 27 mars 1992. Den 31 juli 2000 släpptes en Game Boy Color-version i Japan, Balloon Fight GB (バルーンファイトＧＢ?).
Spelet utspelar sig på en jordlik planet, där den största staden heter "Pencilvania", och skyskraporna utseendemässigt är utformade som blyertspennor. Alice skall rädda sin bror Jim. I tvåspelarläge är spelare två Alice vän Samm.
Genom att använda sig av ballonger förflyttar man sig i luften.

### Fotnoter
1. ↑  ”バルーンキッズ”. Tama Hobby. Arkiverad från originalet den 1 mars 2012. https://web.archive.org/web/20120301103446/http://tamahobby.com/gameboy/gbdefunctballoonkids.htm. Läst 3 maj 2014.